# 大卫之家
31°46′59.08″N 35°13′11.35″E / 31.7830778°N 35.2198194°E

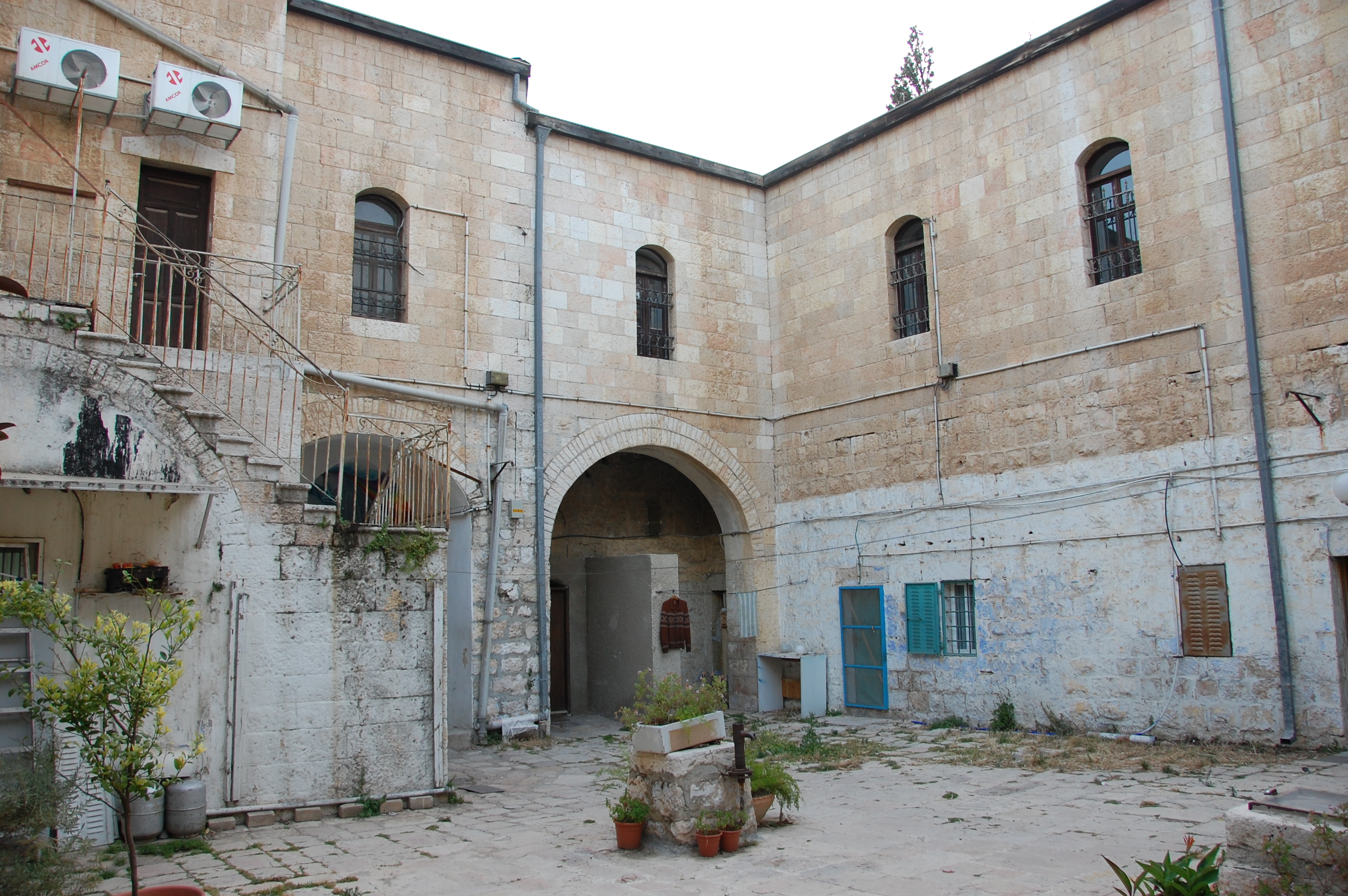

大卫之家（Beit David）是耶路撒冷城墙外第四个犹太人社区。这个庭院社区建立于1873年。

## 历史
大卫之家原是一个救济院，得名于慈善家大卫·雷斯。它远离耶路撒冷老城，包含一个犹太会堂和10间公寓。